# Ritmische gymnastiek op de Gemenebestspelen 2006
 Ritmische gymnastiek  was een van de disciplines van de olympische sport gymnastiek die werd beoefend tijdens de Gemenebestspelen 2006. Er waren alleen onderdelen voor vrouwen.

## Resultaten

### Teamwedstrijd
| rang   | naam                                                                     | land | punten  |
| ------ | ------------------------------------------------------------------------ | ---- | ------- |
| Goud   | Carly Orava Alexandra Michel Orlando Yana Tsikaridze                     | CAN  | 128.775 |
| Zilver | Seow Ting Foong Wen Chean Lim Durratun Nashihin Rosli                    | MAS  | 124.175 |
| Brons  | Naazmi Johnston Amanda Lee See Kimberly Mason                            | AUS  | 117.175 |
| 4      | Hannah Chappell Rachel Ennis Heather Mann                                | ENG  | 108.400 |
| 5      | Shalene Gwenneth Arnold Odette Petra-Lee Richard Stephanie Holly Sandler | RSA  | 106.075 |
| 6      | Loukia Trikomiti Chrysovalanti Dimitriou Raissa Panagiotou               | CYP  | 104.150 |
| 7      | Komal Ishwer Nahar Surekha Rana Rajni Sharma                             | IND  | 54.725  |

### Individueel

#### Allround
| rang   | naam                     | land | punten |
| ------ | ------------------------ | ---- | ------ |
| Goud   | Alexandra Michel Orlando | CAN  | 54.625 |
| Zilver | Durratun Nashihin Rosli  | MAS  | 50.825 |
| Brons  | Yana Tsikaridze          | CAN  | 49.575 |
| 4      | Naazmi Johnston          | AUS  | 48.700 |
| 5      | Kimberly Mason           | AUS  | 48.600 |
| 6      | Raissa Panagiotou        | CYP  | 46.275 |
| 7      | Wen Chean Lim            | MAS  | 46.225 |
| 8      | Hannah Chappell          | ENG  | 45.050 |
| 9      | Heather Mann             | ENG  | 44.750 |
| 10     | Odette Petra-Lee Richard | RSA  | 43.675 |
| 11     | Shalene Gwenneth Arnold  | RSA  | 41.400 |
| 12     | Francesca Jones          | WAL  | 40.875 |
| 13     | Teegan Metcalfe          | NZL  | 39.875 |
| 14     | Melissa Logan            | NZL  | 38.625 |
| 15     | Loukia Trikomiti         | CYP  | 37.325 |
| 16     | Kara Hare                | NIR  | 27.900 |

#### Bal
| rang   | naam                     | land | punten |
| ------ | ------------------------ | ---- | ------ |
| Goud   | Alexandra Michel Orlando | CAN  | 14.850 |
| Zilver | Kimberly Mason           | AUS  | 13.875 |
| Brons  | Wen Chean Lim            | MAS  | 13.225 |
| 4      | Durratun Nashihin Rosli  | MAS  | 13.150 |
| 5      | Raissa Panagiotou        | CYP  | 12.650 |
| 6      | Naazmi Johnston          | AUS  | 12.575 |
| 7      | Yana Tsikaridze          | CAN  | 12.100 |
| 8      | Odette Petra-Lee Richard | RSA  | 11.750 |

#### Knotsen
| rang   | naam                     | land | punten |
| ------ | ------------------------ | ---- | ------ |
| Goud   | Alexandra Michel Orlando | CAN  | 14.200 |
| Zilver | Durratun Nashihin Rosli  | MAS  | 13.475 |
| Brons  | Kimberly Mason           | AUS  | 12.825 |
| 4      | Heather Mann             | ENG  | 12.700 |
| 5      | Naazmi Johnston          | AUS  | 12.450 |
| 6      | Hannah Chappell          | ENG  | 12.450 |
| 7      | Seow Ting Foong          | MAS  | 12.275 |
| 8      | Carly Orava              | CAN  | 11.850 |

#### Lint
| rang   | naam                     | land | punten |
| ------ | ------------------------ | ---- | ------ |
| Goud   | Alexandra Michel Orlando | CAN  | 13.775 |
| Zilver | Yana Tsikaridze          | CAN  | 12.500 |
| Brons  | Wen Chean Lim            | MAS  | 12.350 |
| 4      | Durratun Nashihin Rosli  | MAS  | 12.200 |
| 5      | Odette Petra-Lee Richard | RSA  | 12.075 |
| 6      | Naazmi Johnston          | AUS  | 11.650 |
| 7      | Hannah Chappell          | ENG  | 11.250 |
| 8      | Raissa Panagiotou        | CYP  | 10.625 |

#### Touw
| rang   | naam                     | land | punten |
| ------ | ------------------------ | ---- | ------ |
| Goud   | Alexandra Michel Orlando | CAN  | 13.576 |
| Zilver | Durratun Nashihin Rosli  | MAS  | 13.250 |
| Brons  | Yana Tsikaridze          | CAN  | 12.500 |
| 4      | Wen Chean Lim            | MAS  | 12.375 |
| 5      | Raissa Panagiotou        | CYP  | 12.300 |
| 6      | Naazmi Johnston          | AUS  | 12.275 |
| 7      | Kimberly Mason           | AUS  | 12.250 |
| 8      | Odette Petra-Lee Richard | RSA  | 11.350 |

## Medaillespiegel
| rang | land      | goud | zilver | brons | totaal |
| ---- | --------- | ---- | ------ | ----- | ------ |
| 1    | Canada    | 6    | 1      | 2     | 9      |
| 2    | Maleisië  | 0    | 4      | 2     | 6      |
| 3    | Australië | 0    | 1      | 2     | 3      |